# David Cal
David Cal (Cangas, 10 de outubro de 1982) é um velocista galego-espanhol na modalidade de canoagem.

## Carreira
Foi vencedor da medalha de prata em C-1 1000 m em Londres 2012. Em 25 de março de 2013 anunciou que decidiu encerrar sua carreira, aos 32 anos.

## Ver Também
- Jesus Morlán - Treinador de canoagem que lapidou o talento do David Cal.